# Hanisa subnotata
Hanisa subnotata är en fjärilsart som beskrevs av Walker 1859. Hanisa subnotata ingår i släktet Hanisa och familjen silkesspinnare. Inga underarter finns listade i Catalogue of Life.